# Callyspongia spinilamella
Callyspongia spinilamella är en svampdjursart som först beskrevs av Arthur Dendy 1889.  Callyspongia spinilamella ingår i släktet Callyspongia och familjen Callyspongiidae. Inga underarter finns listade i Catalogue of Life.